# نسب يسوع

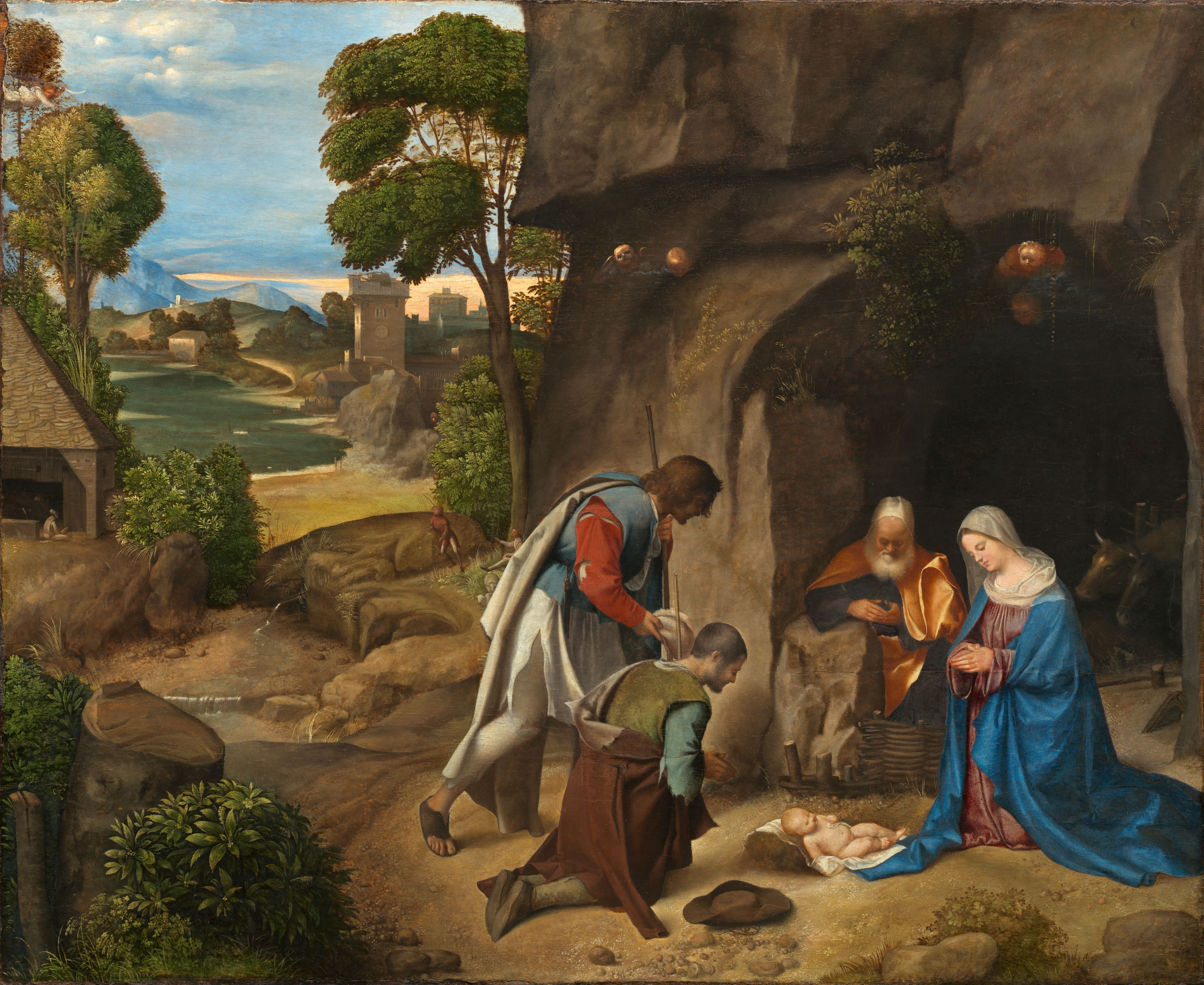
لوحة فنية لميلاد يسوع المسيح في بيت لحم.

نسب يسوع المسيح يسجل في موضعين من الإنجيل، في متى 1: 1-17، ولوقا 3: 23-38. وبينما يعيد إنجيل متى النسبة إلى إبراهيم، يعيدها إنجيل لوقا إلى آدم للدلالة على صلة المسيح بالبشرية جمعاء. أما إنجيل متى فلدلالة على كون يسوع هو المسيح المنتظر. وتعتبر سلسلة الأنساب هامة للغاية، إذ كان وحسب نبؤات العهد القديم فإن المسيح يجب أن يكون من سبط يهوذا، ومن ثم من ذرية داود وهو ما حققه المسيح؛ وبالتالي أيضًا فإن سلالة نسب المسيح هي سلالة ملكية تندرج من سلسلة ملوك مملكة إسرائيل الموحدة؛ ونبويّة، إذ إنها تنحدر من إبراهيم وإسحق ويعقوب ومن ثم داود.
يقسم هذا التاريخ العبري إلى ثلاث فترات كل منها أربعة عشر جيلاً وفي ذلك تورية لمجموع أرقام حروف كلمة ‹دَوَدَ› أي داود. ومن المرجح، في كلا سلسلتي الأنساب، وجود عدد أكبر من المذكورين، فرغم أن اليهود قد أبدوا اهتمامًا خاصًا في تدوين سلاسل النسب إلا أنه من العادة أن تضغط هذه السلاسل التاريخية بمعنى أنها لا تدرج كل جيل من الأجداد محدودًا باسمه، خصوصًا في حال لم يأت بمآثر في حياته، أي أن كلمة «ولد» أو «أنجب» يمكن أن تعني أن من أنجبه كان أحد أحفاده وليس بالضرورة ابنه مباشرة، وهذا ما يتضح بشكل حاسم من العددين 11 و12.

## سلسلتي النسب

شجرة عائلة يسوع، منمنمة أرمنية من العصور الوسطى.

حسب تفسيرات آباء الكنيسة، فإن إنجيل متى يضع النسبة من يوسف وهو الأب الشرعي ليسوع حسب القوانين المرعيّة سواءً في الشريعة اليهودية أو في القوانين الرومانية؛ بينما يضع إنجيل لوقا النسب من ناحية مريم العذراء التي أخذ منها يسوع طبيعته الجسديّة حسب العقائد المسيحية، ومن المعروف أنه حسب التقليد فإن لوقا التقى مريم ونقل منها أحداث الفصول الأولى من إنجيله، وهذا ينسجم مع ذكره نسب يسوع منها. على أنّ مريم لا تذكر في السلسلة لأنّ من عادة اليهود عدم وضع اسم الزوجة واعتبار التزج ابنًا شرعيًا لحماه بعد الزواج، أما إغفال ذكر يواقيم فيعود حسب أغلب التفسيرات لكون هالي أخاه الأكبر المتوفى ما يتوجب حسب الشرع الموسوي، أن يقيم لأخيه نسبًا بزواجه من أرملته، على أن تعتبر ثمرة هذا الزواج ابنًا في الشرع لابن المتوفي وليس للأب الحقيقي؛ أو أن يواقيم لقبًا أو اسمًا آخر لهالي، نقله التقليد. هناك عدة تفسيرات أخرى تختص هذه النقطة.

## النسبة

### في إنجيل متى
- إنجيل متى 1: 1-17، وهي النسبة من ناحية يوسف النجار :
- النسب الاصلي ليسوع المسيح من إنجيل متى الاصحاح الاول :  « 1 كِتَابُ مِيلاَدِ يَسُوعَ الْمَسِيحِ ابْنِ دَاوُدَ ابْنِ إِبْراهِيمَ 2 إِبْراهِيمُ وَلَدَ إِسْحاقَ. وَإِسْحاقُ وَلَدَ يَعْقُوبَ. وَيَعْقُوبُ وَلَدَ يَهُوذَا وَإِخْوَتَهُ. 3 وَيَهُوذَا وَلَدَ فَارِصَ وَزَارَحَ مِنْ ثَامَارَ. وَفَارِصُ وَلَدَ حَصْرُونَ. وَحَصْرُونُ وَلَدَ أَرَامَ. 4 وَأَرَامُ وَلَدَ عَمِّينَادَابَ. وَعَمِّينَادَابُ وَلَدَ نَحْشُونَ. وَنَحْشُونُ وَلَدَ سَلْمُونَ. 5 وَسَلْمُونُ وَلَدَ بُوعَزَ مِنْ رَاحَابَ. وَبُوعَزُ وَلَدَ عُوبِيدَ مِنْ رَاعُوثَ. وَعُوبِيدُ وَلَدَ يَسَّى. 6 وَيَسَّى وَلَدَ دَاوُدَ الْمَلِكَ. وَدَاوُدُ الْمَلِكُ وَلَدَ سُلَيْمَانَ مِنَ الَّتِي لأُورِيَّا. 7 وَسُلَيْمَانُ وَلَدَ رَحَبْعَامَ. وَرَحَبْعَامُ وَلَدَ أَبِيَّا. وَأَبِيَّا وَلَدَ آسَا. 8 وَآسَا وَلَدَ يَهُوشَافَاطَ. وَيَهُوشَافَاطُ وَلَدَ يُورَامَ. وَيُورَامُ وَلَدَ عُزِّيَّا. 9 وَعُزِّيَّا وَلَدَ يُوثَامَ. وَيُوثَامُ وَلَدَ أَحَازَ. وَأَحَازُ وَلَدَ حِزْقِيَّا. 10 وَحِزْقِيَّا وَلَدَ مَنَسَّى. وَمَنَسَّى وَلَدَ آمُونَ. وَآمُونُ وَلَدَ يُوشِيَّا. 11 وَيُوشِيَّا وَلَدَ يَكُنْيَا وَإِخْوَتَهُ عِنْدَ سَبْيِ بَابِلَ. 12 وَبَعْدَ سَبْيِ بَابِلَ يَكُنْيَا وَلَدَ شَأَلْتِئِيلَ. وَشَأَلْتِئِيلُ وَلَدَ زَرُبَّابِلَ. 13 وَزَرُبَّابِلُ وَلَدَ أَبِيهُودَ. وَأَبِيهُودُ وَلَدَ أَلِيَاقِيمَ. وَأَلِيَاقِيمُ وَلَدَ عَازُورَ. 14 وَعَازُورُ وَلَدَ صَادُوقَ. وَصَادُوقُ وَلَدَ أَخِيمَ. وَأَخِيمُ وَلَدَ أَلِيُودَ. 15 وَأَلِيُودُ وَلَدَ أَلِيعَازَرَ. وَأَلِيعَازَرُ وَلَدَ مَتَّانَ. وَمَتَّانُ وَلَدَ يَعْقُوبَ. 16 وَيَعْقُوبُ وَلَدَ يُوسُفَ رَجُلَ مَرْيَمَ الَّتِي وُلِدَ مِنْهَا يَسُوعُ الَّذِي يُدْعَى الْمَسِيحَ. 17 فَجَمِيعُ الأَجْيَالِ مِنْ إِبْراهِيمَ إِلَى دَاوُدَ أَرْبَعَةَ عَشَرَ جِيلًا، وَمِنْ دَاوُدَ إِلَى سَبْيِ بَابِلَ أَرْبَعَةَ عَشَرَ جِيلًا، وَمِنْ سَبْيِ بَابِلَ إِلَى الْمَسِيحِ أَرْبَعَةَ عَشَرَ جِيلًا.»

### في إنجيل لوقا
- في إنجيل لوقا 3: 23-28، وهو النسب من مريم العذراء حسب أغلب التفسيرات:

| يوسف بن هالي؛ بن متثات؛ بن لاوي؛ بن ملكي؛ بن ينا؛ بن يوسف؛ بن متاثيا؛ بن عاموص؛ بن ناحوم؛ بن حسلي؛ بن نجاي؛ بن ماث؛ | بن متاثيا؛ بن شمعي؛ بن يوسف؛ بن يهوذا؛ بن يوحنا؛ بن ريسا؛ بن زربابل؛ بن شألتيئيل؛ بن نيري؛ بن ملكي؛ بن أدي؛ بن قصم؛ | بن المودام؛ بن عير؛ بن يوسي؛ بن اليعازر؛ بن يوريم؛ بن متثات؛ بن لاوي؛ بن شمعون؛ بن يهوذا؛ بن يوسف؛ بن يونان؛ بن الياقيم؛ | بن مليا؛ بن مينان؛ بن متاثا؛ بن ناثان؛ بن داود؛ بن يسى؛ بن عوبيد؛ بن بوعز؛ بن سلمون؛ بن نحشون؛ بن عميناداب؛ بن آرام؛ | بن حصرون؛ بن فارص؛ بن يهوذا؛ بن يعقوب؛ بن اسحق؛ بن إبراهيم؛ بن تارح؛ بن ناحور؛ بن سروج؛ بن رعو؛ بن فالج؛ بن عابر؛ | بن شالح؛ بن قينان؛ بن ارفكشاد؛ بن سام؛ بن نوح؛ بن لامك؛ بن متوشالح؛ بن اخنوخ؛ بن يارد؛ بن مهللئيل؛ بن قينان؛ بن انوش؛ بن شيت؛ بن أدم؛ ابن الله. |